# Até Nunca
Até Nunca (em francês:  À jamais; bra: Até Nunca Mais) é um filme luso-francês realizado por Benoît Jacquot, do género drama, escrito por Julia Roy e produzido por Paulo Branco, com base na obra O Corpo Enquanto Arte (The Body Artist) de Don DeLillo. Fez sua estreia mundial no Festival Internacional de Cinema de Veneza a 9 de setembro de 2016. Estreou-se em França a 7 de dezembro de 2016 e em Portugal a 29 de dezembro do mesmo ano.

## Elenco
- Mathieu Amalric como Rey
- Julia Roy como Laura
- Jeanne Balibar como Isabelle
- Victoria Guerra como Marie
- Elmano Sancho como produtor
- José Neto como proprietário
- Rui Morisson como apresentador
- Hugo Pedro como jornalista